# Limonium pruinosum
Limonium pruinosum är en triftväxtart som först beskrevs av Carl von Linné, och fick sitt nu gällande namn av Chaz. Limonium pruinosum ingår i släktet rispar, och familjen triftväxter. Inga underarter finns listade i Catalogue of Life.